# Hope Point (udde i Antarktis)
Hope Point är en udde i Antarktis. Den ligger i Östantarktis. Australien gör anspråk på området.
Terrängen inåt land är huvudsakligen platt, men den allra närmaste omgivningen är varierad. Havet är nära Hope Point åt nordväst.  Trakten är obefolkad. Det finns inga samhällen i närheten. 